# کوبایاشی کیوچیکا
کوبایاشی کیوچیکا (ژاپنی: 小林 清親; ۱۰ سپتامبر ۱۸۴۷ – ۲۸ نوامبر ۱۹۱۵) مانگاکا و نقاش اوکی‌یوئه اهل ژاپن در دوره میجی بود. چاپ‌نقش‌های چوبی و تصویرگری‌های رنگی روزنامه‌ای‌اش به خوبی نمایانگر شتاب تند غربی‌سازی و مدرنیزاسیون جامعهٔ ژاپن در آن دوران است.